# Desert Law
Pour plus de détails, voir Fiche technique et Distribution.
Desert Law est un film muet américain réalisé par Jack Conway et sorti en 1918.

## Synopsis
Rufe Dorsey, une brute peu scrupuleuse, convoite les terres riches en pétrole de Donald McLane, ainsi que sa jolie fiancée Julia Wharton. Pour se débarrasser de Donald, Dorsey et ses hommes le font accuser de meurtre et le mettent en prison. Tandis que les frères de Julia font évader Donald et le cachent au ranch Wharton ranch, Julia écrit au gouverneur pour lui demander de l'aide. Bientôt un étranger arrive en ville et pose des questions sur l'affaire. Mais Dorsey a découvert où se cache Donald et lance une attaque sur le ranch. L'étranger, qui croit à l'innocence de Donald, télégraphie à la milice pour lui demander des renforts, puis rejoint les Wharton pour les aider. Il s'avère que cet étranger est en fait le gouverneur, et la milice arrive à temps pour faire échouer les plans de Dorsey.

## Fiche technique
- Titre original : Desert Law
- Réalisation : Jack Conway
- Scénario : George Elwood Jenks, d'après une histoire originale de Louis H. Kilpatrick
- Photographie : William M. Edmond
- Production : Triangle Film Corporation
- Distribution : Triangle Distributing
- Pays d'origine :  États-Unis
- Langue originale : anglais
- Format : noir et blanc — 35 mm — 1,37:1 — Film muet
- Genre : Western
- Durée : 50 minutes
- Date :  États-Unis : 15 septembre 1918

## Distribution
- Gayne Whitman : Donald McLane
- Jack Richardson : Rufe Dorsey
- George C. Pearce : l'étranger
- Leota Lorraine : Julia Wharton
- Ray Hanford : le shérif
- Bert Appling : un adjoint du shérif
- Jim Farley : un adjoint du shérif
- Phil Gastrock : Logan
- Joseph Singleton : Jim
- Leo Pierson : Dick
- Curley Baldwin : Buck
- Walt Whitman